# The Simple Things (Something Emotional)
«The Simple Things (Something Emotional)» — третій сингл третього студійного альбому австралійської співачки Ванесси Аморозі — «Somewhere in the Real World». В Австралії сингл вийшов 20 вересня 2008.
29 вересня 2008 Ванесса виконала пісню на «Australian Idol».

## Список пісень
| #  | Назва                                                              | Автор                        | Тривалість |
| -- | ------------------------------------------------------------------ | ---------------------------- | ---------- |
| 1. | «The Simple Things (Something Emotional)» (версія для радіо)       | Ванесса Аморозі, Pam Reswick | 03:35      |
| 2. | «The Simple Things (Something Emotional)»                          | Ванесса Аморозі, Pam Reswick | 04:30      |
| 3. | «Hello»                                                            |                              | 04:15      |
| 4. | «Perfect» (T-Funk remix)                                           |                              | 03:27      |
| 5. | «The Simple Things (Something Emotional)» (інструментальна версія) | Ванесса Аморозі, Pam Reswick | 04:33      |

Цифрове завантаження на iTunes
| #  | Назва                                                        | Автор                        | Тривалість |
| -- | ------------------------------------------------------------ | ---------------------------- | ---------- |
| 1. | «The Simple Things (Something Emotional)» (версія для радіо) | Ванесса Аморозі, Pam Reswick | 3:35       |
| 2. | «Perfect»                                                    | Ванесса Аморозі, David Franj | 4:00       |

## Чарти
| Чарт (2008)               | Місце |
| ------------------------- | ----- |
| ARIA Top 50 Singles Chart | 36    |